# Песнь моряка
Песнь моряка — третий роман американского писателя Кена Кизи. Книга написана после большого перерыва, спустя 28 лет после публикации его предыдущего романа «Порою блажь великая».
Мнение критиков о романе неоднозначно . На русском языке книга напечатана в 2002 году издательством «Амфора».

## Сюжет
Действие романа происходит в небольшом городке Квинак на Aляске, населяют который преимущественно рыбаки. Жители городка ведут размеренную, степенную жизнь до тех пор пока голливудские продюсеры не решают устроить в городе очередной Диснейленд…
В этом романе нет одной центральной идеи — он о судьбах самых разных людей.

## Отзывы
«Песнь моряка оставляет неоднозначное чувство», пишет критик New York Times Book Review critic Дональд E. Уэстлейк, «долгожданное возвращение, может быть, слишком долгое», для Кизи. Вестлайк критикует структуру книги и заключает, что «роман, вначале бессвязный, в конце становится апокалиптическим, что никак ему не помогает». Роджер Розенблатт из New Republic также негативно отзывается о романе. «Kesey could have been a pretty good writer-writer, but chose instead to be a culture-writer. . . . Style to the culture-writer is not writing, but a kind of animated macho typing». Розенблатт утверждает, что «новый роман бессюжетен, безыдеен и бесцелен в его переполненности параболами, анекдотами и карикатурами…» 
У критика Джо Чидли из Maclean’s другая точка зрения на 'Песнь моряка', восхваляя эксцентричный мир Кизи и отмечая, что авторское "терпеливое развитие мира, готового к самоуничтожению, завораживает. И он успешно вплетает трогательную и зрелую историю любви в замысловатую сказку". Он утверждает, что с 'Песней моряка' Кизи «доказывает, что несмотря на длительный перерыв, он всё ещё полностью контролирует нарративную форму».